# Osiedle Krzyża Grunwaldu
Osiedle Krzyża Grunwaldu – osiedle położone w północnej części Wrześni.
Najmłodsze osiedle mieszkaniowe w mieście, zabudowa jednorodzinna.